# Erythroneura pontifex
Erythroneura pontifex är en insektsart som beskrevs av Mcatee 1926. Erythroneura pontifex ingår i släktet Erythroneura och familjen dvärgstritar. Inga underarter finns listade i Catalogue of Life.